# Tarō Asō
Taro Aso (麻生太郎, Asō Tarō) (Iizuka, 20 de setembro de 1940) é um político japonês que serviu como vice primeiro-ministro e ministro das finanças do seu país de 2012 a 2021. Asō também serviu, por um ano, de 2008 a 2009, como Primeiro-ministro do Japão.
É filiado ao Partido Liberal Democrata (PLD) do Japão e, desde 1979, serve como membro da Casa dos Representantes.

## Família
Taro Aso é filho de Takakichi Aso, ex-presidente da Companhia Aso de cimento e amigo do ex-primeiro-ministro Kakuei Tanaka (1972-1974), e de sua esposa Kazuko, filha do também ex-primeiro-ministro Shigeru Yoshida (1946-1947). Aso é trineto de Okubo Toshimichi, um dos líderes da Restauração Meiji. Sua irmã Nobuko é casada com o Príncipe Tomohito de Mikasa, primo-irmão do Imperador Akihito.
Taro é casado com Chikako Suzuki, terceira filha do ex-primeiro-ministro Zenko Suzuki (1980-1982).

## Educação e juventude
Aso, católico romano, nascido em Iizuka, Fukuoka em 20 de setembro de 1940. Seu pai, Takakichi Aso foi o presidente de Aso Cement Company e foi um colaborador próximo do primeiro-ministro Kakuei Tanaka; sua mãe era filha Kazuko Aso primeiro-ministro Shigeru Yoshida.
Aso graduou-se pela Faculdade de Política e Economia da Universidade de Gakushuin, em Tóquio. Ele então estudou na Universidade de Stanford, nos Estados Unidos, mas teve que regressar ao país, pois sua família temia que ficasse muito "americanizado". Entretanto, ele acabou realizando outra viagem de estudos, na London School of Economics, Reino Unido.
Aso passou dois anos trabalhando em uma operação de mineração de diamantes na Serra Leoa, antes que a guerra civil o obrigasse a retornar ao Japão.
Em 1966, juntou-se aos negócios de seu pai, servindo como presidente da Companhia Aso de Mineração entre 1973 e 1979. Neste período, viveu por um ano em São Paulo, Brasil. Ele distanciou a companhia de sua reputação histórica: o uso de empregados forçados originários da Coreia quando esta ainda era uma colônia japonesa.
Fez parte da equipe japonesa de tiro desportivo nos Jogos Olímpicos de Verão de 1976, em Montreal, e foi presidente da Câmara Júnior Internacional do Japão em 1978. Ele fez apologia ao nazismo no parlamento japonês em 2014 ao afirmar que nos idosos deveriam morrer por onerar demasiadamente a previdência do país.

## Fã de mangás
Desde sua infância, Taro Aso é fã de mangás. No período em que estudou em Stanford, sua família costumava enviar mangás a ele. Em 2003, ele alegou que lia de 10 a 20 mangás por semana. Um de seus favoritos é Rozen Maiden.
Em 2007, já como ministro das Relações Exteriores, ele estabeleceu o Prêmio Internacional de Mangá para mangakas não-japoneses.